# Rasmus Larsen (Handballspieler)
Mads Bo Rasmus Rosbach Larsen (* 26. Oktober 1972) ist ein grönländischer Handballspieler, der für die grönländische Nationalmannschaft auflief.

## Karriere
Larsen spielte anfangs auf Grönland bei K-33 Qaqortoq und NÛK. Anschließend ging er in Dänemark für Nyborg auf Torejagd. Seine nächste Station war GOG Gudme, mit dem er in der Saison 1998/99 an der EHF Champions League teilnahm. Nachdem der Kreisläufer in Bjerringbro gespielt hatte, schloss er sich 2001 Odense Håndbold an, der ebenfalls seinen Bruder Jakob verpflichtete. Später kehrte Larsen zu GOG Gudme zurück, der sich für den Europapokal der Pokalsieger der Saison 2003/04 qualifiziert hatte. Seine nächsten Stationen waren Otterup, DHG und Odense hf. Der Verein fusionierte kurz darauf zum HC Odense und dieser 2011 zum HC Fyn, für den Rasmus Larsen 2011 in der 2. Division spielte. Nach dem Konkurs der Mannschaft im Jahr 2012 trainierte er wieder bei GOG, bevor er im September 2013 einen Vertrag beim Zweitligisten Otterup HK unterschrieb. 2014 beendete er seine Karriere und wurde Teil des Trainerteams der grönländischen Nationalmannschaft.
Larsen lief bislang über 100-mal für die grönländische Nationalmannschaft auf. Er nahm mit Grönland an den Endrunden der Weltmeisterschaft 2001, 2003 und 2007 teil.